# Kill Bill Vol. 1
|  | Flytteforslag Denne side er foreslået flyttet til Kill Bill: Volume 1. Klik her for at se flytteforslaget. |

Kill Bill er en amerikansk ny-western kampsportsfilm fra 2003, der blev skrevet og instrueret af Quentin Tarantino. Den har Uma Thurman i rollen som Bride, der starter sit hævntogt mod Deadly Viper Assassination Squad (Lucy Liu, Michael Madsen, Daryl Hannah og Vivica A. Fox) og deres leder Bill (David Carradine), der forsøgte at myrde hende og hendes ufødte barn.
Volume 1 er den færste af to Kill Bill-film, der blev produceret samtidig; den anden, Volume 2, blev udgivet seks måneder efter. Det var oprindeligt meningen, at de to film skulle udgives som én, men med en spilletid på over 4 timer blev de delt i to. Tarantino lavede Kill Bill som en hyldest til grindhouse-film inklusive kampsportsfilm ,samuraifilm, blaxploitation og spaghettiwestern.

## Handling
Den forhenværende elite-snigmorder The Bride (Uma Thurman) bliver på sin bryllupsdag forsøgt myrdet af sin tidligere arbejdsgiver Bill og hans Deadly Viper Assassination Squad. Fire år senere vågner hun på hospitalet, efter at have ligget i koma. Nu skal regnskabet gøres op, og Black Mamba begynder nu at rejse verden rundt for at hævne sig blodigt og nådesløst på alle de involverede. Til allersidst venter det endelige opgør med bossen, Bill (David Carradine).

## Medvirkende
- Uma Thurman som Beatrix Kiddo / The Bride
- Lucy Liu som O-Ren Ishii
- David Carradine som Bill
- Vivica A. Fox som Vernita Green
- Daryl Hannah som Elle Driver
- Michael Madsen som Budd